# Сумайра Абдулалі
Сумайра Абдулалі (нар. 22 травня 1961) — еколог із Мумбаї, Індія, засновниця неурядової організації Awaaz Foundation та організаторка Руху проти залякування, загрози та помсти активістам (MITRA). Вона була співголовою підкомітету охорони природи та почесною секретаркою найстарішої та найбільшої екологічної неурядової організації в Азії, Бомбейського природознавчого товариства, а зараз є членом Ради провідників.
Завдяки юридичним втручанням, адвокації та громадським кампаніям, внеску в документальні фільми, теледебати та статті в пресі, вона успішно впровадила та зміцнила свідомість щодо раніше невідомих екологічних небезпек, зокрема шумового забруднення та видобутку піску. За свою роботу Суймара отримала національні та міжнародні нагороди. Після нападу на неї піщаної мафії у 2004 році вона створила першу мережу захисту активістів в Індії.
Її називають «одною з провідних екологічних активісток Індії».

## Активізм

### Шумове забруднення
Урядові представники чи преса назвала Сумайру Абдулалі «міністеркою шуму» Індії.
У 2003 році Абдулалі у координації з Bombay Environment Action Group, доктором Єшвантом Оке та доктором Прабхакаром Рао подала до Високого суду Бомбея позов із суспільним інтересом  вимагаючи розмежування зон тиші. Сім років потому, у 2009 році, Високий суд Бомбея доручив муніципальної корпорації Бріханмумбаї розмежувати 2237 зон тиші на 100 метрів навколо лікарень, навчальних закладів, судів та релігійних установ.
У 2006 році Абдулалі заснувала Awaaz Foundation, зареєстрований громадський фонд для підтримки її роботи в галузі охорони навколишнього середовища, названий на честь слова маратхі та хінді, що означає «шум». Вона продовжила свою кампанію проти шумового забруднення через судові процеси, адвокатські та інформаційні програми за допомогою безоплатної допомоги спеціалістів із права та реклами та волонтерів. Невід'ємною частиною її кампанії були такі професіонали, як Ішвар Нанкані з Nankani and Associates і Джосі Пол з BBDO India.
У 2007 році вона подала ще одну петицію до Awaaz Foundation для контролю шуму від гудків, руху транспортних засобів, будівельних робіт, петард, щодо карти шуму міста Мумбаї, інтегрованої в його план розвитку, і про суворе та неупереджене виконання Правил шумового забруднення. У 2016 році Високий суд розглянув петицію і видав остаточні розпорядження щодо контролю шуму з усіх цих джерел, щоб штат Махараштра проводив дослідження карт шуму в усіх містах Махараштри та інтегрував карту шуму Мумбаї у свій проект Плану розвитку для наступні 25 років. Суд також пояснив, що їхні розпорядження стосуватимуться заходів і свят усіх релігій, і видав повідомлення про зневагу урядовим і поліцейським, які не виконали їхні розпорядження. Мумбаї, який був оголошений найгучнішим містом Індії в січні 2016 року, був єдиним містом в Індії, де рівень шуму знизився порівняно з попередніми роками під час фестивального сезону 2016 року. У своїй заяві поліція Мумбаї подякувала громадянам Мумбаї за те, що вони дотримувалися встановлених виммог.
Абдулалі виступає за неупереджене застосування Правил шуму з усіх джерел, у тому числі з усіх релігій і верств суспільства. У 2016 році Високий суд Бомбея, ухвалюючи свій наказ, знову підтвердив, що правила шуму однаково застосовуються до всіх релігій і релігійних місць. Протягом кількох років вона вимірювала рівень шуму під час політичних мітингів, включаючи щорічне ралі Дуссехра Шів Сена в парку Шіваджі, що спонукало їхнього лідера Бала Теккерея назвати її «леді Авааз» і закликаючи її контролювати рівень його децибел, який він порівняно з ревом тигра. На підставі її висновків поліція Мумбаї порушила кримінальні справи проти організаторів ралі.
У 2010 році вона звернулася до Міністерства охорони навколишнього середовища та лісів з проханням ввести більш суворі правила щодо шуму та потребу в національних даних про шумове забруднення. У січні 2010 року Міністерство охорони здоров'я внесло зміни до Правил шуму, враховуючи всі її пропозиції, а також оголосило про створення національної мережі моніторингу шуму Центральної ради контролю забруднення в Індії. Вона виступала проти використання приватних вертолітних майданчиків на дахах в Мумбаї. У 2010 році уряд штату дав дозвіл на вертолітні майданчики на даху на Сі Вінд і Антилія, будинках двох найбагатших людей Індії, Мукеша Амбані та Аніла Амбані. Після її підписної кампанії Міністерство охорони здоров'я заявило, що таких вертолітних майданчиків можна уникнути, і їх використання не буде дозволено в жодному індійському місті. У 2016 році Високий суд Бомбея знову підтвердив, що перш ніж давати будь-які дозволи, уряд повинен буде розглянути додаткове шумове забруднення приватних вертолітних майданчиків.
У 2015 році уряд штату Махараштра видав циркуляр, що забороняє використання знаків «Посигняль, будь ласка», на задній стороні комерційних транспортних засобів по всій Махараштрі на тій підставі, що це заохочує водіїв сигналити без потреби та призводить до шумового забруднення.

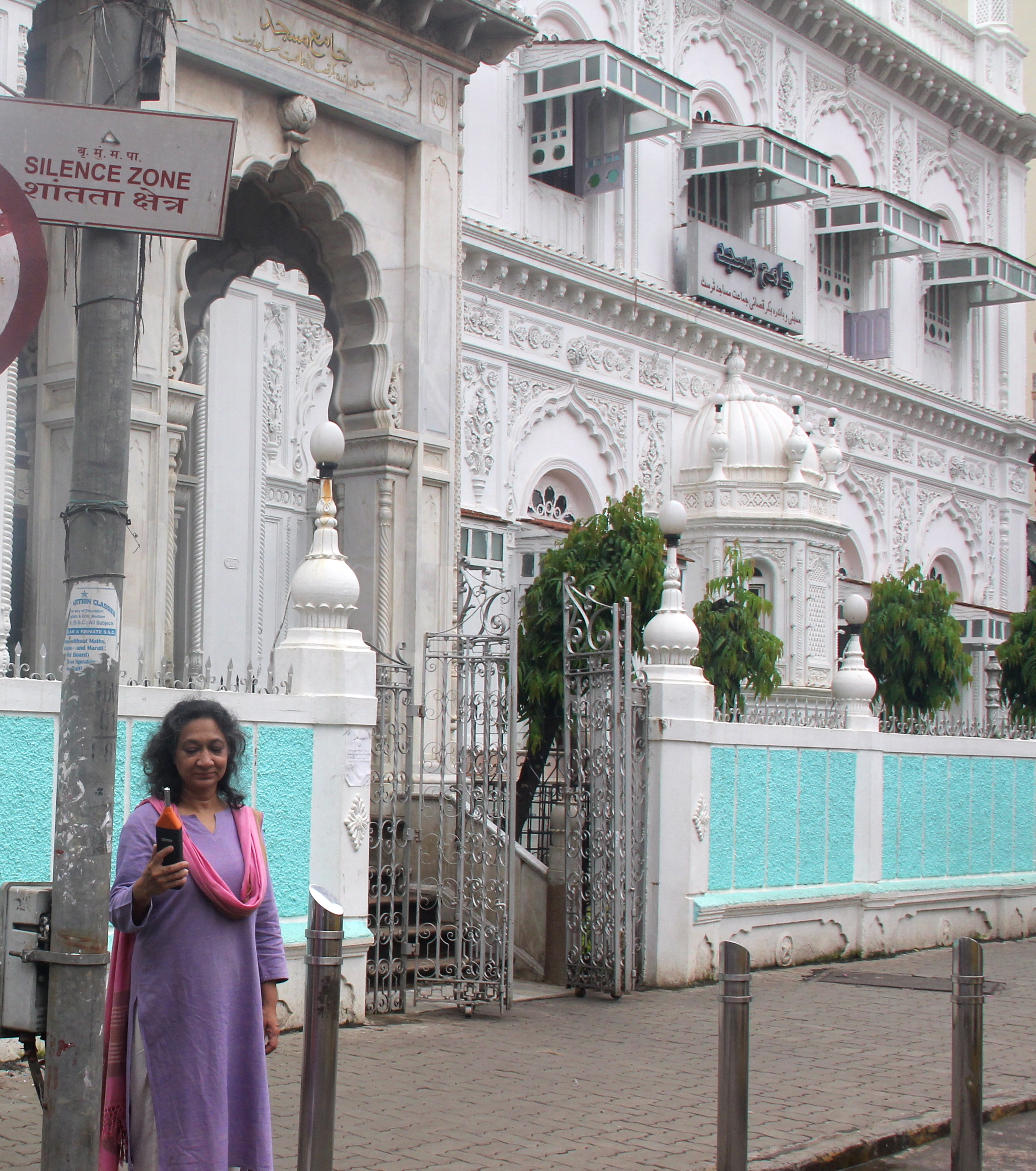
Сумайра Абдулалі записує шум під дошкою Silence Zone у релігійному місці

Сумайра була членом Комітету ради контролю забруднення штату Махараштра, щоб визначити відповідні обмеження рівня децибел для гудків і сирен. Ці рекомендації були повідомлені урядом штату як закон і підтверджені постановою Високого суду Бомбея в серпні 2016 року.
У 2017 році, ґрунтуючись на даних Абдулалі, Високий суд Бомбея видав співробітникам поліцейської дільниці Махіма та муніципальному комісару Мумбаї повідомлення про зневагу за порушення правил шуму. У 2018 році за вказівками Високого суду Бомбея під час слухань щодо дотримання вимог NEERI здійснила картографування шуму всіх 27 великих міст Махараштри, перше комплексне офіційне дослідження в країні. У 2018 році вона вимірювала рівень шуму від будівництва метро в Мумбаї і співпрацювала з урядом у річній кампанії проти сигналів. Під час фестивалів уряд заборонив діджеїв, і фестивальний сезон був найтихішим за останні роки.

### Видобуток піску
Преса називає Сумайру Абдулалі «головною борчинею проти незаконного видобутку піску». З 2003 року, коли вона помітила незаконний видобуток піску біля свого батьківського будинку на пляжі Кіхім у Алібазі, Сумайра виступає проти незаконного видобутку піску за допомогою захисників та юридичних втручань. У травні 2004 року протистояння з незаконним видобутком піску на пляжі Кіхім закінчилося тим, що нелегальні копачі піску, зокрема, сином лідера місцевого Індійського національного конгресу, фізично напали на неї та пошкодили її автомобіль.
Після зустрічі Абдулалі подала до поліції перший інформаційний звіт, яка після розслідування висунула звинувачення у нападі на неї чотирьом особам та їх заарештувала. У 2011 році районний суд виправдав усіх чотирьох осіб за недостатністю доказів.
У 2006 році Фонд Абдулалі Авааз розпочав перший у країні судовий процес проти незаконного видобутку піску. Після численних слухань і незалежного розслідування через уповноважених судів у всіх прибережних районах Махараштри, Високий суд Бомбея видав тимчасові постанови про заборону незаконного видобутку піску в прибережних районах. У 2010 році Високий суд поширив заборону на видобуток піску на весь штат Махараштра.

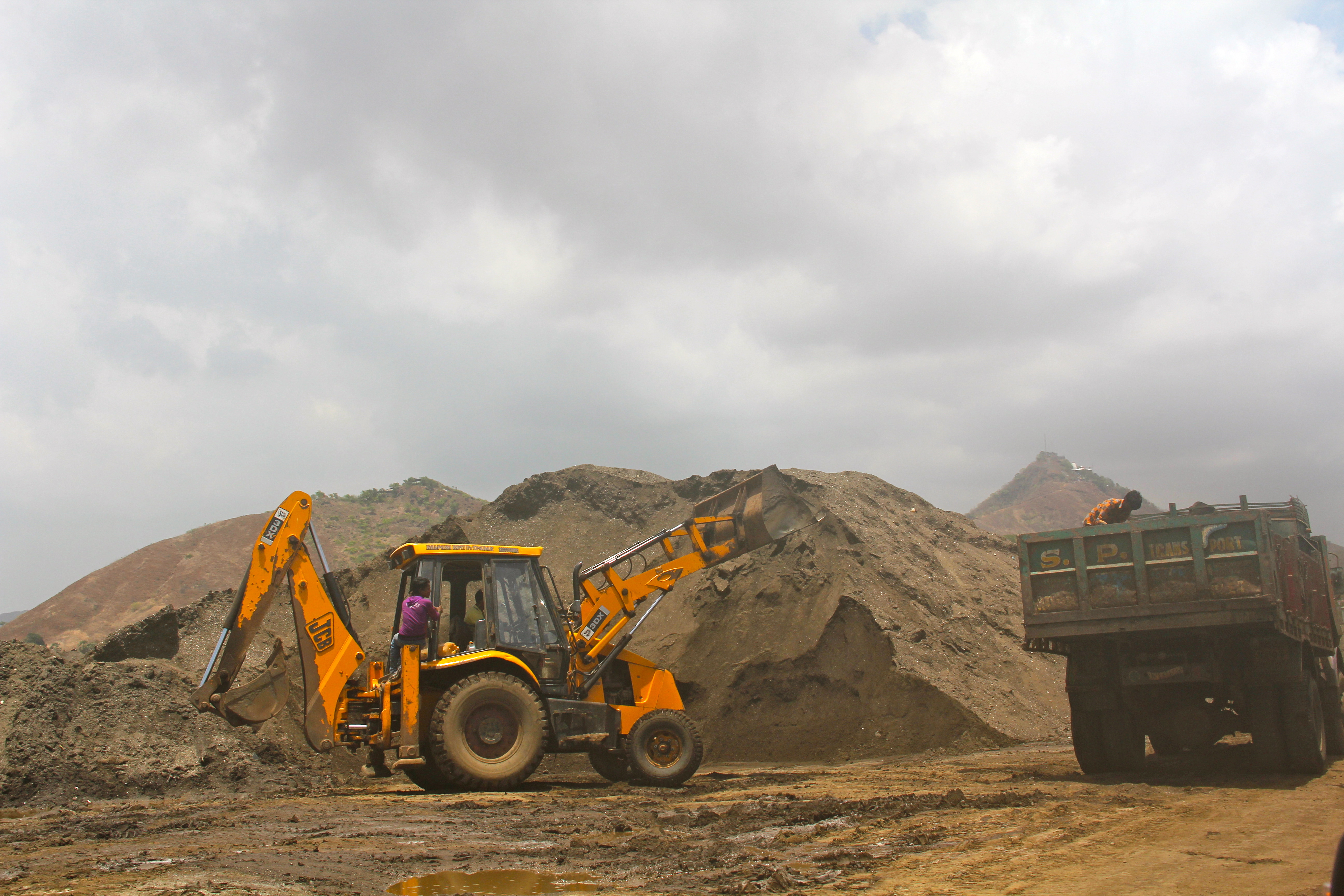
Завантаження незаконно видобутого піску

Після того, як заборона набула чинності, у 2010 році Абдулалі разом із журналістами та місцевими активістами вирушила до затоки Банкот у районі Райгад у штаті Махараштра, щоб задокументувати фотографічні докази нелегального видобутку піску. Після огляду місця та запису нібито протиправної діяльності на відео, Абдулалі та її соратники кажуть, що через безлюдну місцевість їх автомобіль переслідував і збив інший автомобіль, яким керувала піщана мафія.

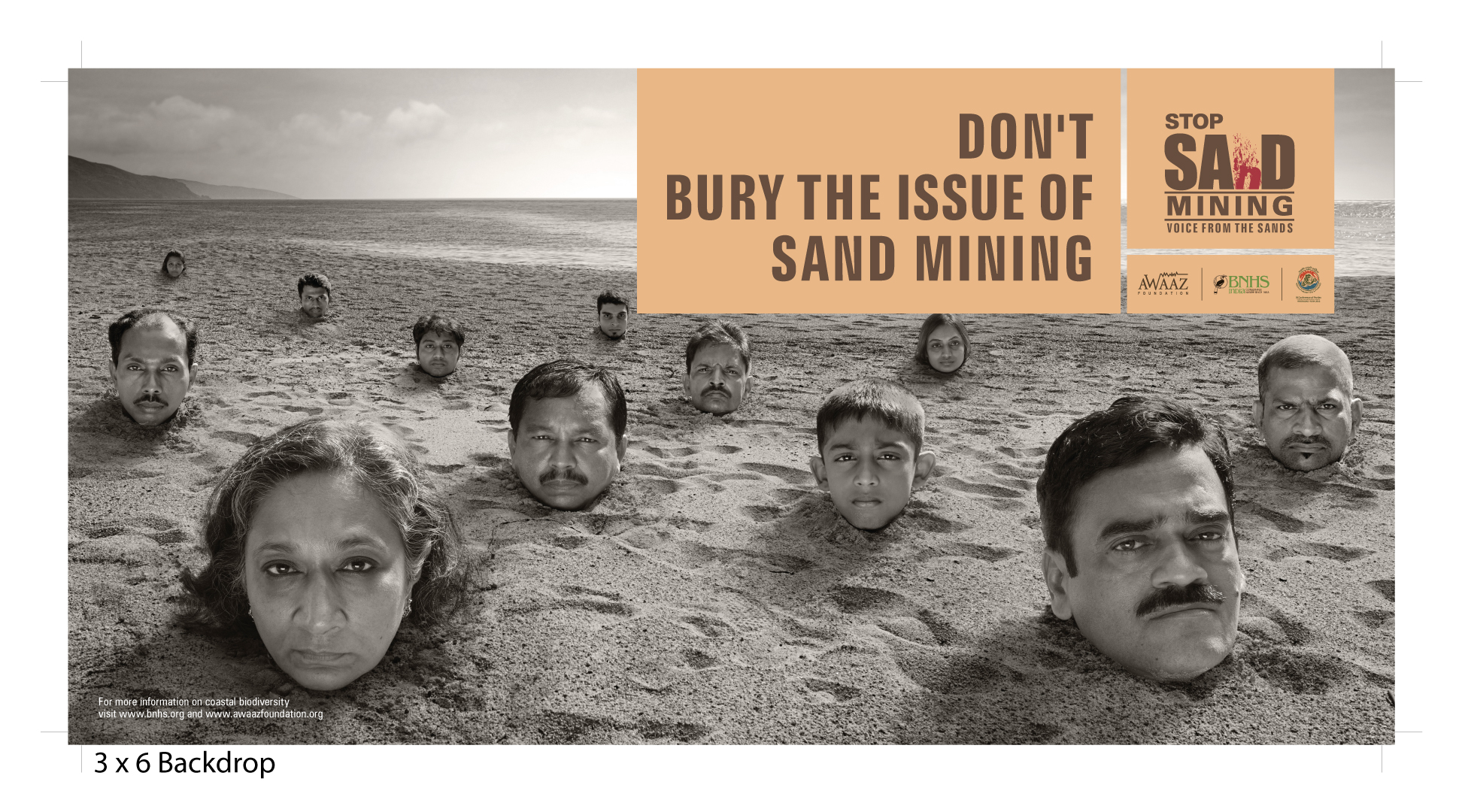
Побічний захід прибережного видобутку піску на CBD CoP11

Поліція подала заяву про замах на вбивство зловмисників. Під час слухань справи в Махаді обвинувачені їй погрожували й залякували.
У жовтні 2012 року в Хайдарабаді, Індія, відбулася 11-а Конференція Сторін Конвенції Організації Об’єднаних Націй про біологічне різноманіття. Awaaz Foundation та Bombay Natural History Society представили побічний захід з видобутку піску, перший подібний захід на будь-якій міжнародній конференції. Оскільки видобуток піску не входив до порядку денного, незважаючи на те, що він є вирішальним питанням для захисту прибережного середовища, вона написала до їхнього технічного комітету, SBSSTA, щоб включити його до майбутніх офіційних програм. 2 жовтня 2016 року вона зустрілася з паном Еріком Солхеймом, заступником Генерального секретаря ООН і виконавчим директором Програми ООН з навколишнього середовища, і ще раз попросила його активізувати проблему видобутку піску, міжнародну торгівлю незаконним видобутком піску та переробку сміття, пластмаси та промислових відходів для будівництва в глобальному порядку денному ПРООН. У жовтні 2018 року вона була запрошена основним доповідачем на першому круглому столі ЮНЕП з видобутку піску в Женеві та практично представила необхідність міжнародної політики, яка регулює видобуток піску та міжнародну торгівлю піском, а також необхідність впровадження технологій переробки пластмас та інших матеріалів відходи будівельних заповнювачів на заміну природного піску. У травні 2019 року ЮНЕП опублікувала свою доповідь на основі круглого столу, в якому робота Awaaz Foundation щодо незаконного видобутку піску була представлена в усьому звіті.
Абдулалі брала участь у створенні документального фільму «Піщані війни» 2012 року, який присвячений видобутку піску та його згубному впливу на навколишнє середовище в усьому світі. Фільм отримав численні міжнародні нагороди та надихнув Програму ООН з навколишнього середовища (ЮНЕП) опублікувати глобальне екологічне попередження у березні 2014 року під назвою «Пісок: рідше, ніж ми думаємо». Після показу фільму в Мумбаї в січні 2014 року вона разом з Денісом Делестраком провела інформаційну кампанію на пляжі Джуху «Не ховайте проблему видобутку піску». Кампанія отримала срібну нагороду Spikes Asia за «зв'язки з громадськістю та лобіювання».
У травні 2014 року Національний зелений трибунал (якому було передано судовий розгляд суспільних інтересів щодо файлів Awaaz Foundation 2006 року) прийняв остаточний наказ, а в 2015 році уряд штату Махараштра видав нову політику щодо видобутку піску відповідно до NGT-замовлення. Міністерство навколишнього середовища, лісів та зміни клімату уряду Союзу також випустило національні «Рекомендації щодо сталого видобутку піску» на основі моделі Махараштри.
Абдулалі виступає за те, щоб будівельне сміття та пластмаси, які зараз скидаються на сміттєзвалища, повинні бути перероблені як будівельний заповнювач. Вона виступає проти використання щебеню як заміни природного піску для будівництва, оскільки це передбачає руйнування гір для видобутку каменю.
У серпні 2016 року автомобільний міст в Махаді обвалився, в результаті чого загинули пасажири транспортних засобів на мосту. Цей міст знаходився поблизу місць видобутку піску, де Абдулалі зазнала нападу піщаної мафії в 2010 році. Вона написала Шрі Девендрі Фаднавісу, головному міністру Махараштри, щоб дослідити роль видобутку піску в обвалі та звернула його увагу на те, що інші мости, включаючи залізничний міст Вайтарна, головна лінія на північ від Мумбаї, опинилися під загрозою. Не проводячи жодного розслідування, державний міністр у справах дому (сільських районів) Діпак Васант Кесаркар виключив можливість того, що видобуток піску був відповідальним за обвалення мосту Махад.

### Видобуток відкритим способом
У 2011 році Абдулалі звернувся до суду з суспільними інтересами, щоб виступити проти оренди, виданої урядом Махараштри, щоб дозволити відкритий видобуток у коридорі Савантваді-Додамарг у Західних Гатах. Абдулалі та інші активісти стверджували, що такий видобуток буде мати руйнівний вплив на місцеву дику природу в біорізноманітному коридорі Савантваді-Додамарг, який забезпечує середовище проживання для таких зникаючих видів, як леопарди та тигри. Абдулалі звернувся до суду з проханням оголосити цю територію екологічно чутливою територією і застосувати політику нульового видобутку корисних копалин у цьому районі. У 2013 році Високий суд Бомбея надав коридору Савантваді-Додамарг статус екологічно-чутливої території та видав розпорядження, щоб для збереження біорізноманіття уряд наклав мораторій на видобуток корисних копалин у цьому районі.

## Захист активістів
Після імовірного нападу на Абдулалі з боку «піщаної мафії» в Кіхімі в 2004 році, Абдулалі приєдналася до інших неурядових організацій та активістів у створенні Руху проти залякування, загрози та помсти активістам (MITRA). MITRA розглянула питання про напади на активістів у Вищому суді Бомбея та в уряді штату.

## Документальні фільми
- У 2017 році «Лінія на піску» режисерів Бронвен Рідв та Савітрі Чаудрі, за продюсерування Австралійської телерадіомовної корпорації.[73]
- У 2013 році «Піщані війни» режисера Деніса Делестрака, лауреата численних міжнародних нагород за найкращий документальний фільм.[74][75]
- У 2004 році в короткометражному фільмі «Чи Бог глухий?» про шумове забруднення в ім’я релігії режисера Санджівана Лала для Дордаршана.
- У 2002 році в Zara SuniyeToh, 4 частина документального фільму про шумове забруднення тривалістю 6 хвилин режисера Гаутама Бенегала, створений Управлінням розвитку столичного регіону Мумбаї (MMRDA).[76]